# Södermanlands runinskrifter 79
Södermanlands runinskrifter 79 är ett vikingatida runblock i Hällbybrunn i Torshälla socken och Eskilstuna kommun i Södermanland. Runristningen är gjord på ett stort flyttblock, 3,5 meter högt och två gånger 3,8 meter brett. Ristningen täcker en yta av  210 cm gånger 195 cm. Ristningen vetter åt sydväst, alltså mot vägen. Runhöjden är 11-14 cm. Ristningen är kraftigt vittrad och därför svårtydd.

## Inskriften
Translitterering av runraden:
...rn auk · þi-..--... r...u at : f...-...(r) (s)in : stai-...-(o)(r)n : ...uk a- n-tir(f) (b)--u... ...-
Normalisering till runsvenska:
...biorn ok ... r[ist]u(?) at f[aðu]r sinn Stæi[nbi]orn(?) ok a[t](?) ...diarf(?) b[roður](?) [sinn](?).
Översättning till nusvenska:
-björn och Tj-(?) ristade(?) efter sin fader Stenbjärn(?) och efter(?) -därv(?), sin(?) broder.(?)